# الیگوسن
| سامانه  | ردیف    | اشکوب      | سن (میلیون سال) |
| ------- | ------- | ---------- | --------------- |
| نئوژن   | میوسن   | آکیتانین   | → پیش از آن     |
| پالئوژن | الیگوسن | چاتین      | ۲۳٫۰۳–۲۸٫۴      |
| پالئوژن | الیگوسن | روپلین     | ۲۸٫۴–۳۳٫۹       |
| پالئوژن | ائوسن   | پریابونین  | ۳۳٫۹–۳۷٫۲       |
| پالئوژن | ائوسن   | بارتونین   | ۳۷٫۲–۴۰٫۴       |
| پالئوژن | ائوسن   | لوتتین     | ۴۰٫۴–۴۸٫۶       |
| پالئوژن | ائوسن   | ایپرزین    | ۴۸٫۶–۵۵٫۸       |
| پالئوژن | پالئوسن | تانتین     | ۵۵٫۸–۵۸٫۷       |
| پالئوژن | پالئوسن | سلاندین    | ۵۸٫۷–۶۱٫۷       |
| پالئوژن | پالئوسن | دانین      | ۶۱٫۷–۶۵٫۵       |
| کرتاسه  | پسین    | ماستریختین | → پس از آن      |

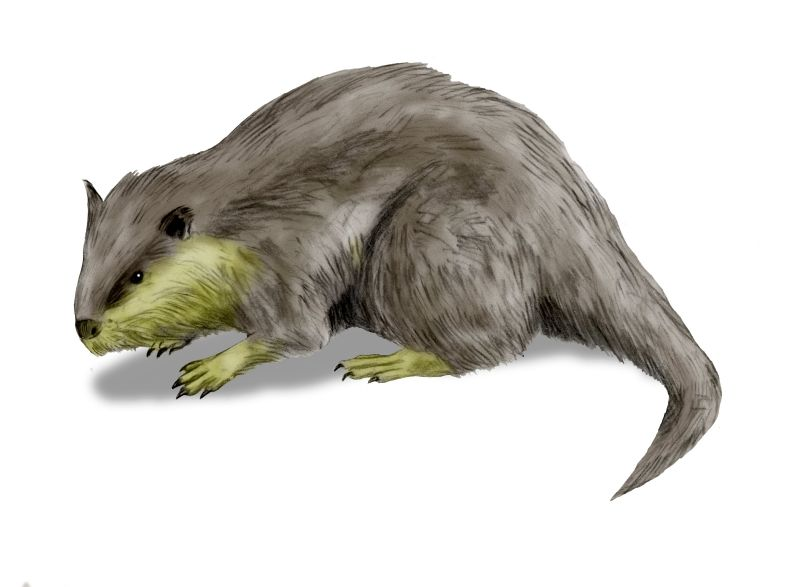
یک سگ دریایی از اواخر الیگوسن در آمریکای شمالی.

اُلیگوسن (با نماد زمین‌شناسی OG) دوری از مقیاس زمانی زمین‌شناسی است که میان ۳۴ میلیون تا ۲۳ میلیون سال پیش وجود داشته. همانند دیگر دوره‌های زمین‌شناسی، بسترهای سنگی مشخص‌کننده این دوره به خوبی مشخص هستند ولی زمان دقیق آغاز و پایان دوره اندکی نامشخصند. نام الیگوسن از دو واژهٔ یونانی ὀλίγος (الیگوس به معنای «کم») و καινός (کاینوس به معنای «نوین») گرفته شده‌است؛ انتخاب چنین ترکیبی اشاره به گسترش تعداد پستانداران در پی انفجاری فرگشتی در دور ائوسن دارد.
الیگوسن، اغلب دوران گذار مهمی دانسته می‌شود میان جهان کهن گرمسیری ائوسن و اکوسیستم نوین میوسن. دگرگونی‌های بزرگ در این دوره، شامل گسترش چمنزارها در سراسر جهان و پسرفت جنگل‌های پهن‌برگ استوایی و محدود شدنشان به مناطق نزدیک به خط استوا می‌شود.
آغاز الیگوسن با یک انقراض مهم همراه بود؛ جایگزین شدن جانوران اروپایی با جانوران آسیایی به استثنای تیره‌های بومی جوندگان و کیسه‌داران. مرز میان الیگوسن و میوسن اتفاقی مشخص و جهانی نیست و برای هر منطقه این مرز هنگامی است که دوران گرم الیگوسن پایانی به دوران خنک‌تر میوسن می‌پیوندد.